# Liolaemus hermannunezi
Liolaemus hermannunezi är en ödleart som beskrevs av  Pincheira-donoso SCOLARO och SCHULTE 2007. Liolaemus hermannunezi ingår i släktet Liolaemus och familjen Tropiduridae. Inga underarter finns listade i Catalogue of Life.